# Byron (Oklahoma)
Byron es un pueblo ubicado en el condado de Alfalfa en el estado estadounidense de Oklahoma. En el año 2010 tenía una población de 35 habitantes y una densidad poblacional de 58,33 personas por km².

## Geografía
Byron se encuentra ubicado en las coordenadas 36°54′8″N 98°17′42″O / 36.90222, -98.29500 (36.902285, -98.295015).

## Demografía
Según la Oficina del Censo en 2000 los ingresos medios por hogar en la localidad eran de $34,000 y los ingresos medios por familia eran $33,500. Los hombres tenían unos ingresos medios de $19,375 frente a los $16,875 para las mujeres. La renta per cápita para la localidad era de $44,525. Alrededor del 11.1% de la población estaban por debajo del umbral de pobreza.